# West Rushville (Ohio)
West Rushville es una villa ubicada en el condado de Fairfield en el estado estadounidense de Ohio. En el Censo de 2010 tenía una población de 134 habitantes y una densidad poblacional de 795,96 personas por km².

## Geografía
West Rushville se encuentra ubicada en las coordenadas 39°45′52″N 82°26′59″O / 39.76444, -82.44972. Según la Oficina del Censo de los Estados Unidos, West Rushville tiene una superficie total de 0.17 km², de la cual 0.17 km² corresponden a tierra firme y (0%) 0 km² es agua.

## Demografía
Según el censo de 2010, había 134 personas residiendo en West Rushville. La densidad de población era de 795,96 hab./km². De los 134 habitantes, West Rushville estaba compuesto por el 97.01% blancos, el 0% eran afroamericanos, el 0% eran amerindios, el 0% eran asiáticos, el 0% eran isleños del Pacífico, el 0% eran de otras razas y el 2.99% pertenecían a dos o más razas. Del total de la población el 0.75% eran hispanos o latinos de cualquier raza.